# (27846) Honegger
(27846) Honegger est un astéroïde de la ceinture principale.

## Description
(27846) Honegger est un astéroïde de la ceinture principale. Il fut découvert le 5 octobre 1994 à Tautenburg par Freimut Börngen. Il présente une orbite caractérisée par un demi-grand axe de 2,35 UA, une excentricité de 0,22 et une inclinaison de 2,8° par rapport à l'écliptique.
Cet astéroïde est nommé en l'honneur du compositeur franco-suisse Arthur Honegger (1892-1955).

## Compléments